# Großsteingräber bei Farven
Die Großsteingräber bei Farven waren vier megalithische Grabanlagen der jungsteinzeitlichen Trichterbecherkultur bei Farven im Landkreis Rotenburg (Wümme) (Niedersachsen). Sie wurden im 19. Jahrhundert zerstört.

## Lage
Ein um 1841 noch in Resten erhaltenes Grab befand sich „auf dem Haidtheile des Hofpächters Claus Bösch auf einem 3 F. hohen und etwa 40 Schritt im Umfang haltenden Hügel.“ Zwei weitere, bereits zuvor zur Gewinnung von Material für den Schleusen- und Kirchhofsbau völlig abgetragene Gräber scheinen in unmittelbarer Nähe gestanden zu haben. Ein viertes, bereits 1825 zerstörtes Grab lag an der Grenze zu Byhusen. Es lag wohl nicht weit des heute noch in Resten erhalten Großsteingrabes Byhusen.

## Beschreibung
Das um 1841 noch erhaltene Grab war nord-südlich orientiert und besaß noch sechs Wandsteine an der westlichen und einen an der östlichen Langseite, außerdem lagen sechs weitere Steine in Unordnung umher. Der genaue Grabtyp lässt sich anhand dieser Beschreibung nicht sicher bestimmen, aufgrund der Größe muss es sich aber um einen Großdolmen oder ein Ganggrab gehandelt haben.
Über die Gräber 2 und 3 ist lediglich überliefert, dass sie größer als Grab 1 waren. Zum vierten Grab liegt keine Beschreibung vor.